# خیابان بورک
خیابان بورک (انگلیسی: Bourke Street) یک نقاشی رنگ روغن از نقاش استرالیایی مکتب هایدلبرگ، تام رابرتز می‌باشد که در سال ۱۸۸۶ میلادی طرح گردید.